# Katja Kraus
Katja Kraus (23 de novembro de 1970) é uma ex-futebolista alemã que atuava como goleira.

## Carreira
Katja Kraus representou a Seleção Alemã de Futebol Feminino, nas Olimpíadas de 1996. 